# Вартенберг-Рорбах
Вартенберг-Рорбах (нім. Wartenberg-Rohrbach) — громада в Німеччині, розташована в землі Рейнланд-Пфальц. Входить до складу району Доннерсберг. Складова частина об'єднання громад Віннвайлер.
Площа — 4,46 км2. Населення становить 427 ос. (станом на 31 грудня 2020).